# 湛江通
湛江通是自2006年9月26日起在中国广东省湛江市公交系统上使用的非接触式智能IC卡。

## 歷史
2012年加入岭南通。
2013年10月成为第三批全国城市一卡通互联互通城市。
2019年11月加入交通联合。

## 应用
目前湛江通个人卡只限用于公交收费系统，司机卡、员工卡可用于麻章飯堂支付。
湛江通发行：
- 普通个人卡
- 学生卡（全日制中小学）
- 长青卡（60－65岁）
- 高龄长青卡（70岁以上）
- 司机卡（限司机）
- 员工卡（限職員）